# パラデーラ

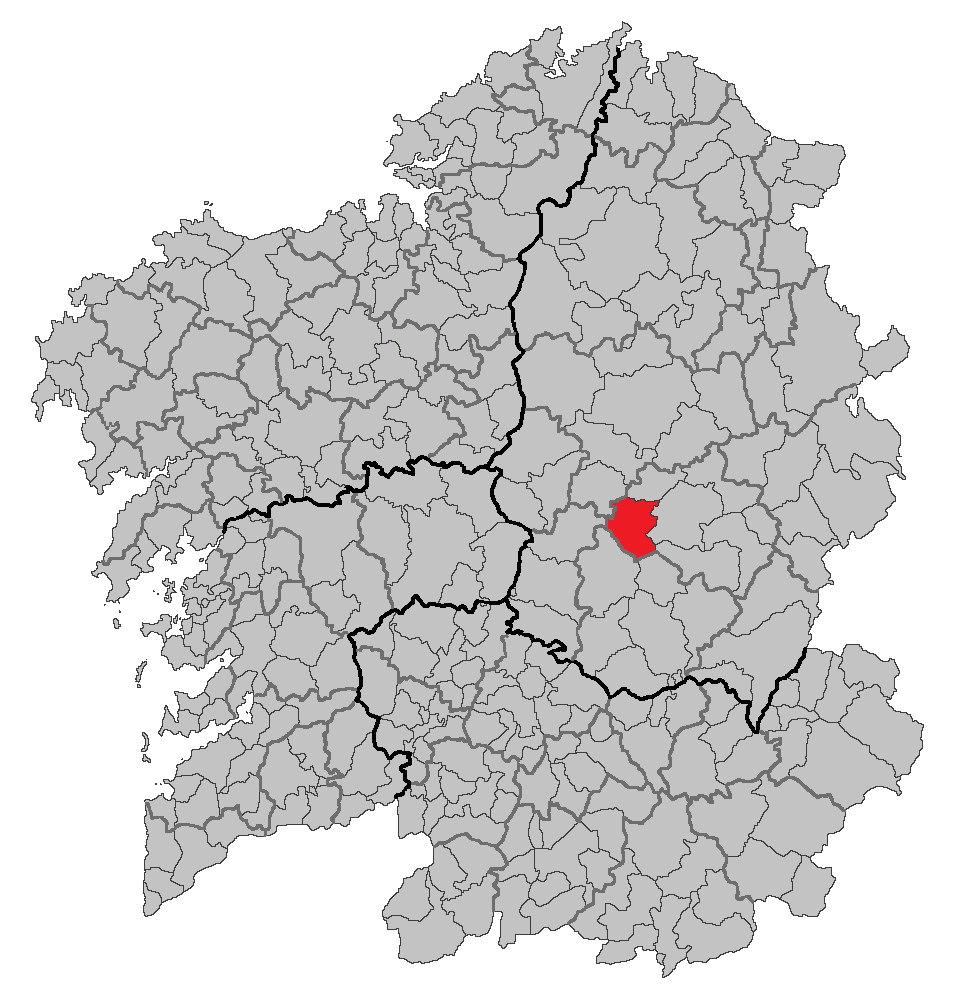

パラデーラ（Paradela）は、スペイン、ガリシア州、ルーゴ県の自治体、コマルカ・デ・サリアに属し、またリベイラ・サクラ地区を構成する自治体でもある。スペイン統計局によれば、2009年の人口は2,143人（2006年:2,307人、2005年:2,367人、2004年:2,408人、2003年:2,463人）。住民呼称はparadelense。
ガリシア語話者の自治体住民に占める割合は99.28％（2001年）。

## 地理
パラデーラはルーゴ県の南部に位置し、コマルカ・デ・サリアに属する。北がオ・パラモと、東がサリアとオ・インシオと、南がボベダと、西が北からポルトマリン、タボアーダ、オ・サビニャーオの各自治体と隣接、自治体の中心はパラデーラ教区のパシオス地区にある。
自治体の西をミーニョ川が流れ、北部をロイオ川が流れている。最高地点はペナ・ベントゥレイラ山832mで、自治体の平均高度は600mである。

### 人口
| パラデーラの人口推移 1900－2010                         |
|                                                         |
| 出典:INE（スペイン国立統計局）1900年 - 1991年、1996年 - |

## 政治
自治体首長はガリシア国民党（PPdeG）のホセ・マヌエル・マト・ディアス（José Manuel Mato Díaz）、自治体評議員は、ガリシア国民党：6、ガリシア社会党（PSdeG-PSOE）：4、ガリシア民族主義ブロック（BNG）：1となっている（2007年の自治体選挙の結果）。

## 教区
パラデーラは18の教区に分けられる。太字は自治体中心地区のある教区。
- アルドセンデ（サンティアーゴ）
- アンドレアーデ（サンティアーゴ）
- バラン（サン・ペドロ）
- カストロ（サン・マメーデ）
- カストロ・デ・レイ・デ・レモス（サンタ・マリーア）
- アス・コルテス（サン・サルバドール）
- フェレイロス（サンタ・マリーア）
- フランコス（サンタ・マリーア）
- ア・ラシェ（サンティアーゴ）
- ロイオ（サン・ショアン）
- パラデーラ（サン・ミゲル）
- サン・ファクンド・デ・リバス・デ・ミーニョ（サン・ファクンド）
- サン・マルティーニョ・デ・カストロ（サン・マルティーニョ）
- サン・ビセンテ・デ・パラデーラ（サン・ビセンテ）
- サンタ・クリスティーナ・デ・パラデーラ（サンタ・クリスティーナ）
- サンタージャ・デ・パラデーラ（サンタージャ）
- スアール（サン・ロウレンソ）
- ビララグンテ（サンタ・マリーア）

## 出身著名人
- ディエゴ・ロペス・ロドリゲス（1983 - ） - サッカー選手。